# Сан-Домингус-ди-Помбал
Сан-Домингус-ди-Помбал (порт. São Domingos de Pombal) — муниципалитет в Бразилии, входит в штат Параиба. Составная часть мезорегиона Сертан штата Параиба. Входит в экономико-статистический микрорегион Соза. Население составляет 2138 человек на 2006 год. Занимает площадь 169,103 км². Плотность населения — 12,6 чел./км².

## Статистика
- Валовой внутренний продукт на 2003 год составляет 6 487 168,00 реалов (данные: Бразильский институт географии и статистики).
- Валовой внутренний продукт на душу населения на 2003 год составляет 2816,83 реалов (данные: Бразильский институт географии и статистики).
- Индекс развития человеческого потенциала на 2000 год составляет 0,561 (данные: Программа развития ООН).